# 4-羟二乙基色胺
4-羟二乙基色胺（英語：4-hydroxy-diethyl-tryptamine，也被称为CZ-74、ethocin或4-HO-DET）是一种需时适中的致幻剂和迷药。 4-HO-DET是色胺的取代物，与脱磷酸裸盖菇素和4-羟二异丙基色胺结构相似。